# Jesenice, Příbram
Jesenice là một làng thuộc huyện Příbram, vùng Středočeský, Cộng hòa Séc.